# Чермак, Антал
Антал Дьёрдь Чермак (венг. Csermák Antal György; 1774, Храдшин, Австро-Венгрия ныне Чехия — 25 октября 1822, Вайсбрунн, Австро-Венгрия ныне Веспрем, Венгрия) — венгерский композитор и скрипач.

## Биография
В 1794—1822 — руководитель оркестра венгерской театральной труппы в Пеште. Виртуоз-исполнитель в стиле вербункош. Входит вместе с Яношем Бихари и Яношем Лавотта в тройку классиков венгерской музыкальной романтики. Концертировал, выступал в России. Сочинял музыку к театральным постановкам. Песни и танцы Чермака получили распространение в качестве народных.

## Сочинения
- «Венгерские танцы» в стиле вербункош для 2-х скрипок и виолончели (1810)
- «Венгерские романсы» для фортепиано и скрипки (1804)
- скрипичные пьесы